# Panagiōtīs Liadelīs
Panagiōtīs Liadelīs (in greco Παναγιώτης Λιαδέλης?; Volos, 7 dicembre 1974) è un ex cestista greco.

## Palmarès

### Squadra
- Coppa di Grecia: 1

Aris Salonicco: 1997-98
- Coppa Korać: 1

Aris Salonicco: 1996-97

### Individuale
- MVP Coppa di Grecia: 1

Aris Salonicco: 1997-98
- All-Euroleague Second Team: 1

PAOK Salonicco: 2000-01